# Mojo Mathers

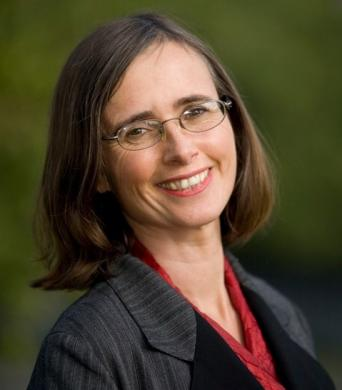
Mojo Mathers (2008)

Celeste Mojo Mathers MNZM (* 23. November 1966 in London, Vereinigtes Königreich) ist eine neuseeländische Politikerin der Green Party of Aotearoa New Zealand und von 2011 bis 2017 die erste gehörlose Abgeordnete im Neuseeländischen Parlament.

## Frühes Leben
Mojo Mathers wurde am 20. Mai 1947 hochgradig gehörlos in London geboren. Sie wuchs als Lippenleserin auf und begann in den späten 2000er Jahren, die Gebärdensprache verstärkt zu nutzen. Sie wuchs in Neuseeland auf und besuchte in Hastings die Karamu High School. Ihre Universitätszeit beendete sie mit einem Abschluss mit Auszeichnung in Mathematik und einem Master-Abschluss in Conservation Forestry (Naturschutz Forstwirtschaft).

## Berufliche Tätigkeiten
Im Jahr 2001 wurde Mathers Mitinhaberin eines kleinen Unternehmens, das Dienstleistungen für den Bereich Forstwirtschaft anbot. Sie übte die Tätigkeit bis in das Jahr 2006 aus und übernahm im Jahr 2005 noch zusätzlich die Funktion einer parlamentarischen Beraterin in Wasserfragen.
Mathers wurde Gründungsmitglied der Malvern Hills Protection Society, die sich erfolgreich gegen ein Wasserprojekt wehrte, übernahm von 2001 bis 2004 die Position des Secretary und der Sprecherin einer Dam Action Group, wurde Komiteemitglied der Disability Inclusion Group und als Mutter von drei Kindern Komiteemitglied eines Spielezentrums.

## Politische Karriere
Im Jahr 2006 übernahm Mathers die Position des Green Party Strategic Policy Advisors (Strategische Beraterin der Grünen Partei) und ließ sich ein Jahr zuvor für die General Election auf die Liste der Grünen Partei setzen, hatte aber als Nummer 16 der Liste keine Chance gewählt zu werden. Auch bei der Direktkandidatur für den Wahlbezirk Rakaia kam sie lediglich auf den 3. Platz und in der Wahl im Jahr 2008, bei der sie für den Wahlbezirk Christchurch East antrat, veränderten sich ihre Wahlchancen nicht. In der General Election des Jahres 2011 gewann Mathers schließlich über Platz 14 der Wahlliste ihrer Partei als letzte gewählte Kandidatin einen Platz im Neuseeländischen Parlament. 2014 wurde sie erfolgreich wieder gewählt, doch im Jahr 2017 reichte der Platz 9 auf der Liste für sie nicht, da die Grüne Partei lediglich 8 Listenplätze für sich verbuchen konnten.
In ihren Jahren als Abgeordnete nutze Mathers ihre Position, um sich für eine bessere Zugänglichkeit zu politischen Informationen für Menschen mit Behinderungen einzusetzen. Ihre Bemühungen führten zum Einsatz von Gebärdensprachdolmetschern im Parlament und zur Untertitelung von Live-Übertragungen von Parlamentssitzungen. Ihr Einsatz im Parlament führte auch zu einer größeren Sensibilisierung in Bezug auf Hindernisse, denen sich Menschen mit Behinderungen beim Zugang zu einer Beschäftigung gegenübersehen.
Zur General Election des Jahres 2020 ließ sich Mathers nicht mehr für ihre Partei aufstellen.

## Ehrungen

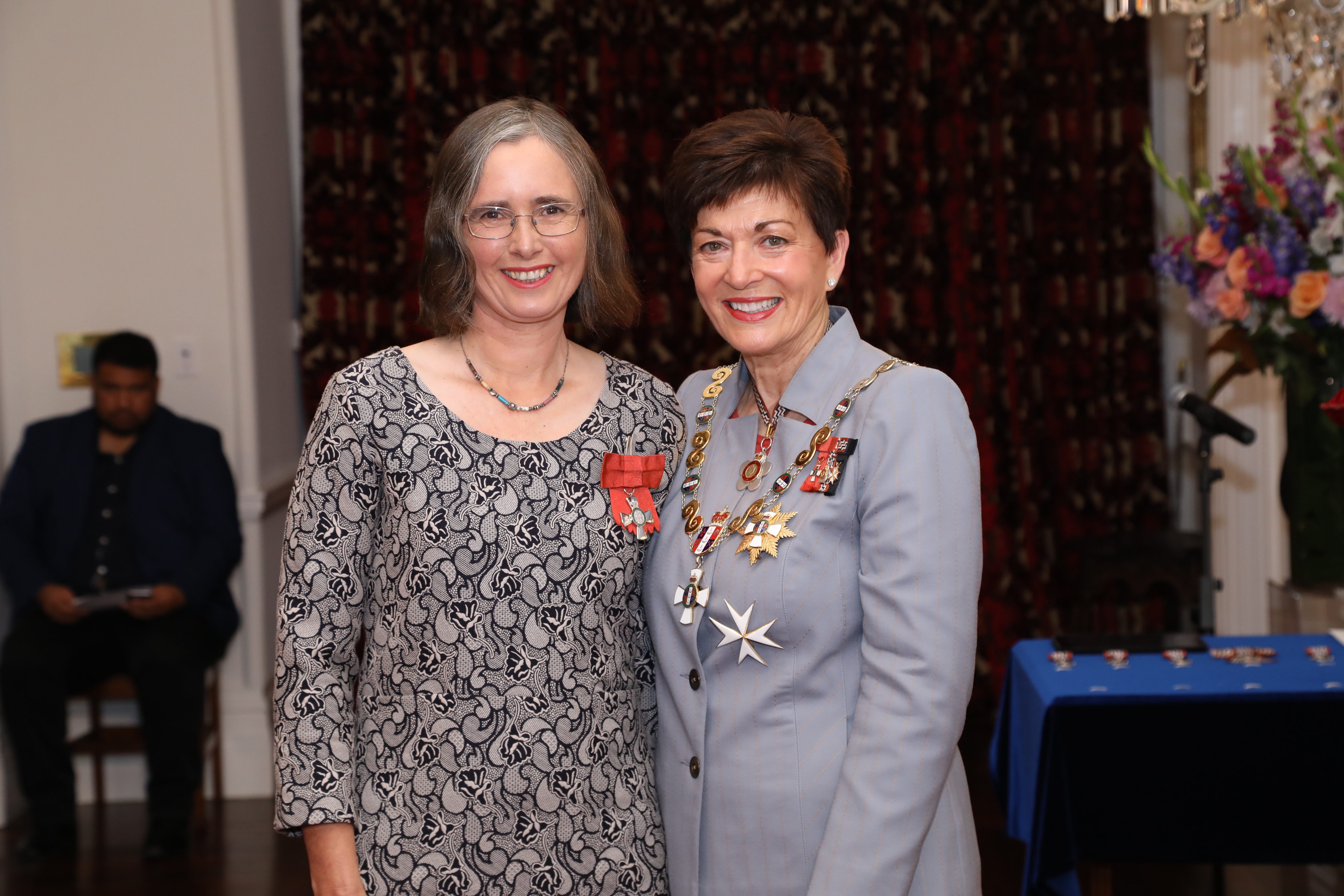
Mojo Mathers (links) mit dem Governor-General Patsy Reddy nach der Verleihung des MNZM

- 2015 – Verleihung des internationalen Lush-Preis für die Erreichung des Verbots von Tierversuchen für Kosmetika (nach einer achtmonatigen Kampagne)[8]
- 2019 – Member of the New Zealand Order of Merit (MNZM)[8]